# Biswan
Biswan là một thành phố và là nơi đặt ban đô thị (municipal board) của quận Sitapur thuộc bang Uttar Pradesh, Ấn Độ.

## Địa lý
Biswan có vị trí 27°30′B 81°00′Đ / 27,5°B 81°Đ Nó có độ cao trung bình là 133 mét (436 foot).

## Nhân khẩu
Theo điều tra dân số năm 2001 của Ấn Độ, Biswan có dân số 47.746 người. Phái nam chiếm 52% tổng số dân và phái nữ chiếm 48%. Biswan có tỷ lệ 59% biết đọc biết viết, thấp hơn tỷ lệ trung bình toàn quốc là 59,5%: tỷ lệ cho phái nam là 65%, và tỷ lệ cho phái nữ là 53%. Tại Biswan, 16% dân số nhỏ hơn 6 tuổi.